# Rana Kabbani
Rana Kabbani (en árabe: رنا قباني‎; nacida en 1958) es una historiadora cultural, escritora y locutora británica-siria que vive en Londres. Más famosa por sus obras Imperial Fictions: Europe's Myths of the Orient (1994) y Letter to Christendom (1989), también ha editado y traducido obras en árabe e inglés. Ha escrito para Spare Rib, el International Herald Tribune, The New Statesman, The Guardian, British Vogue, The Independent, Al Quds al Arabi e Islamica . Ha realizado y contribuido a muchos programas de radio y televisión para la BBC, sobre temas como literatura, música, derechos de las minorías, cultura islámica, comida, feminismo, derechos de la mujer, pintura y política británica. Se ha pronunciado contra la islamofobia, definiendo sus raíces históricas en el colonialismo.

## Educación y vida personal
Nacida en 1958 en Damasco, Kabbani fue influenciada por su abuela materna Salwa Ghazzi, sufragista y feminista pionera de una familia de educación liberal terrateniente, por parte materna  Kabbani, era sobrina de Said al-Ghazzi, ex primer ministro de Siria. El padre de Kabbani era Sabah Qabbani, y su tío paterno fue el renombrado poeta Nizar Qabbani.
Kabbani pasó su infancia y juventud entre la ciudad de Nueva York, Damasco, Yakarta y Washington D. C.. Recibió su licenciatura de la Universidad de Georgetown, su maestría de la Universidad Americana de Beirut y su doctorado en el Jesus College, Cambridge. Sus maestros allí fueron Raymond Williams, Frank Kermode y Lisa Jardine .
Las influencias de Kabbani son múltiples, como nieta del héroe de la independencia siria Tawfiq Kabbani, y sobrina del poeta sirio Nizar Kabbani, Rana Kabbani llevó tanto la literatura como el activismo en su sangre desde muy joven. De la misma manera que el feminismo de Nizar Kabbani se inspiró en la vida y muerte de su hermana. El papel de Kabbani como una voz progresista contra el imperialismo se inspiró en sus experiencias con el creciente sentimiento antimusulmán, su investigación histórica y la contribución de su familia. Su tío abuelo Fawzi Ghazzi escribió la primera Constitución siria - enseñada como un documento de liberalismo pionero - pero fue asesinado por agentes del colonialismo francés por no aceptar mencionar su Mandato en Siria en ella.
Kabbani contrajo matrimonio con poeta palestino Mahmoud Darwish en dos ocasiones, en 1976 y luego nuevamente en 1978. Vivieron en Beirut durante la guerra civil; en París, y en Sidi Bou Said en Túnez, se divorciaron en 1982. En 1985 se casó con el periodista británico Patrick Seale tuvieron dos hijos, Alexander y Yasmine.

## Trayectoria
Kabbani comenzó a escribir a una edad temprana. Trabajó como crítica de arte en París y luego se mudó a Londres para trabajar como editora en una editorial. Su primer libro, Europe's Myths of Orient: Devise and Rule, se publicó en 1985 y en él evalúa las perspectivas y narrativas orientalistas, centrándose específicamente en los estereotipos eróticos y la sexualización de lo "exótico" en la literatura y la pintura.  La obra fue traducida al árabe, holandés, alemán y turco.
Después de la publicación de Los versos satánicos de Salman Rushdie, hubo un aumento en el sentimiento antimusulmán, por lo que Kabbani decidió escribir Carta a la cristiandad en 1989, como contestación.
Kabbani también ha desarrollado otros trabajos como diferentes traducciones del árabe de 'Sand and Other Poems' de Mahmoud Darweesh (1985) y su dirección editorial de The Passionate Nomad: Diaries of Isabelle Eberhardt (1987).
Kabbani ha escrito para The Independent, The International Herald Tribune, The New Statesman, British Vogue, The Guardian. En 2011, escribió sobre Siria en artículos como "¿Pueden los sirios atreverse a tener esperanza?"  Su actividad en Twitter ha generado distintas controversias, ya que tiene una postura radical y usa un lenguaje descarado para resaltar problemas políticos y sociales. Ha sido recaudadora de fondos y portavoz de organizaciones benéficas británicas que recogen dinero para los refugiados sirios, así como para el autismo y las enfermedades mentales.

## Obras
- Los mitos de Europa de Oriente: idear y gobernar, Londres: Pandora, 1986. ISBN 9780863582295 ,OCLC 70785782
- Mujeres en la sociedad musulmana, University College, Cork. Departamento de Sociología. 1992.OCLC 877240672
- Carta a la cristiandad, Londres: Virago, cop. 1989. ISBN 9781853811197, OCLC 491449858